# Dischidia melanesica
Dischidia melanesica är en oleanderväxtart som beskrevs av Francis Raymond Fosberg. Dischidia melanesica ingår i släktet Dischidia och familjen oleanderväxter. Inga underarter finns listade i Catalogue of Life.